# Acromyrmex echinatior
Espèce
Synonymes
- Atta  (Acromyrmex)  octospinosa var. echinatior Forel, 1899 (basionyme)[2]
- Acromyrmex (Acromyrmex) subterraneus var. eidmanni Santschi, 1937[2]
- Acromyrmex octospinosus subsp. echinatior (Forel, 1899)[3]

Acromyrmex echinatior est une espèce de fourmis d'Amérique de la sous-famille des Myrmicinae du genre Acromyrmex. On la trouve naturellement du Mexique au Panama.

## Répartition
Au Costa Rica, cette espèce préfère les habitats secs ouverts tels que les zones urbaines autour de San José et les habitats saisonnièrement secs de la province de Guanacaste. Il existe des preuves suggérant que les nids de cette espèce peuvent parfois être arboricoles[réf. nécessaire].

## Mode de vie
Les reines se multiplient et les colonies sont facultativement polygames. Les ouvrières « régulent », c'est-à-dire détruisent les œufs pondus par d'autres ouvrières mais n'attaquent pas lesdites ouvrières. Les œufs d'ouvrières, nécessairement non fécondés, donnent naissance à des mâles lorsqu'ils ne sont pas détruits. Ces mâles sont alors plus éloignés génétiquement des ouvrières non pondeuses que ne le sont les mâles issus directement de la reine. Le maintien de la parenté entre ouvrières et mâles issus d'ouvrières est la cause la plus probable du maintien évolutif de la « régulation » des œufs par les ouvrières.

## Cuticules consolidée
Cette espèce de fourmi coupe-feuille se fabrique une armure biominérale composée de calcite et enrichie en magnésium qui la protège de ses prédateurs et des autres espèces de fourmis durant le voyage qu'elle doit parcourir entre le lieu de collecte des feuilles et les champignons qu'elle cultive. On pense que l'augmentation de la dureté conférée par le magnésium facilite le broyage du calcaire.
Les cuticules d'insectes sont habituellement faites de chitine, mais chez les principales ouvrières de cette espèce, l'exosquelette (presque tout le tégument et l'épicuticule) est transformé en une armure consolidée par des structures anatomiques biominérales faites de calcite à haute teneur en magnésium [CaMg(CO3)2], un matériau antérieurement inconnu chez les insectes. Cette couche biominérale s'accumule rapidement quand les ouvrières deviennent adultes, leur permettant de mieux survivre aux combats avec d'autres fourmis et de moins être infectées par les champignons entomopathogènes. Ce matériau a été retrouvé chez d'autres fourmis coupe-feuilles, ce qui laisse penser qu'il pourrait être moins rare chez les métazoaires qu'on ne le pensait.

Acromyrmex echinatior
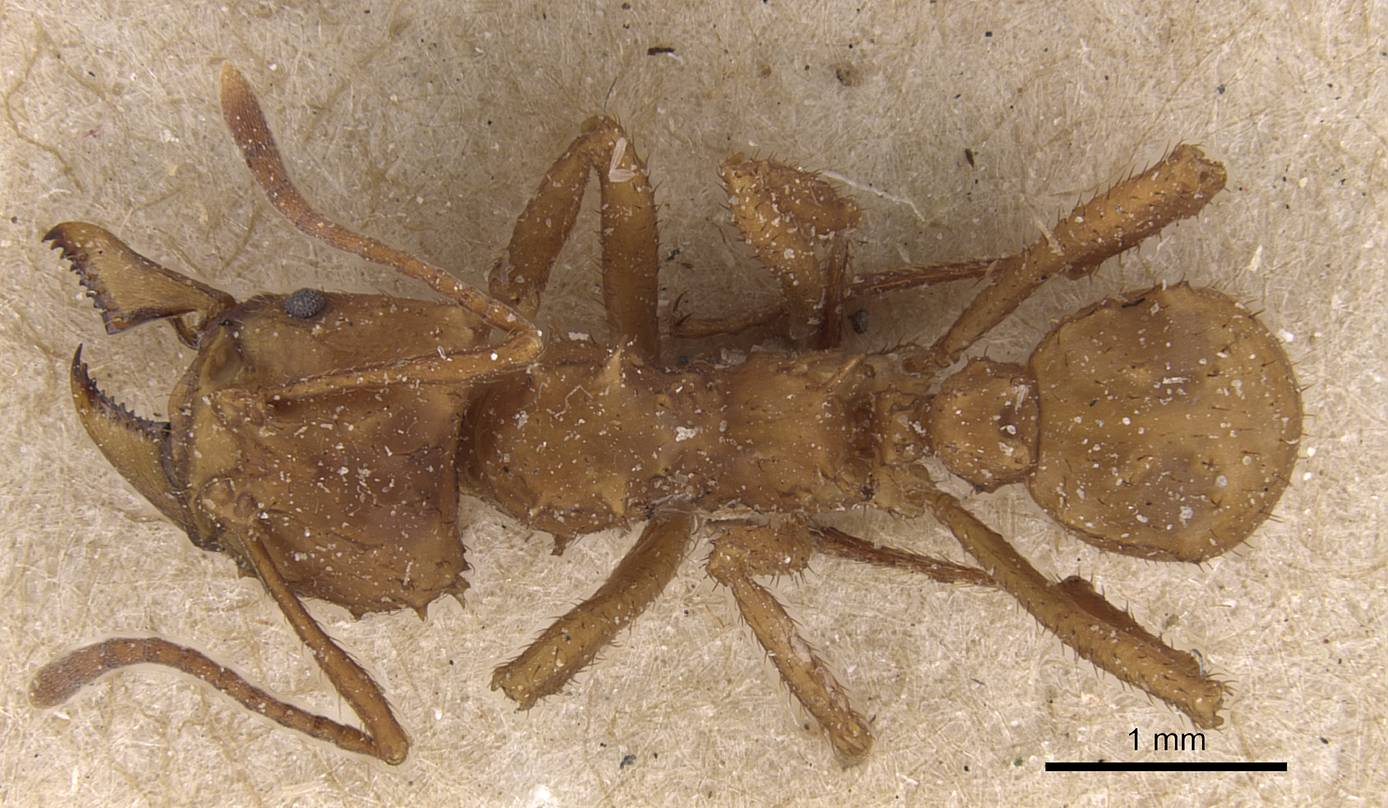
Ouvrière
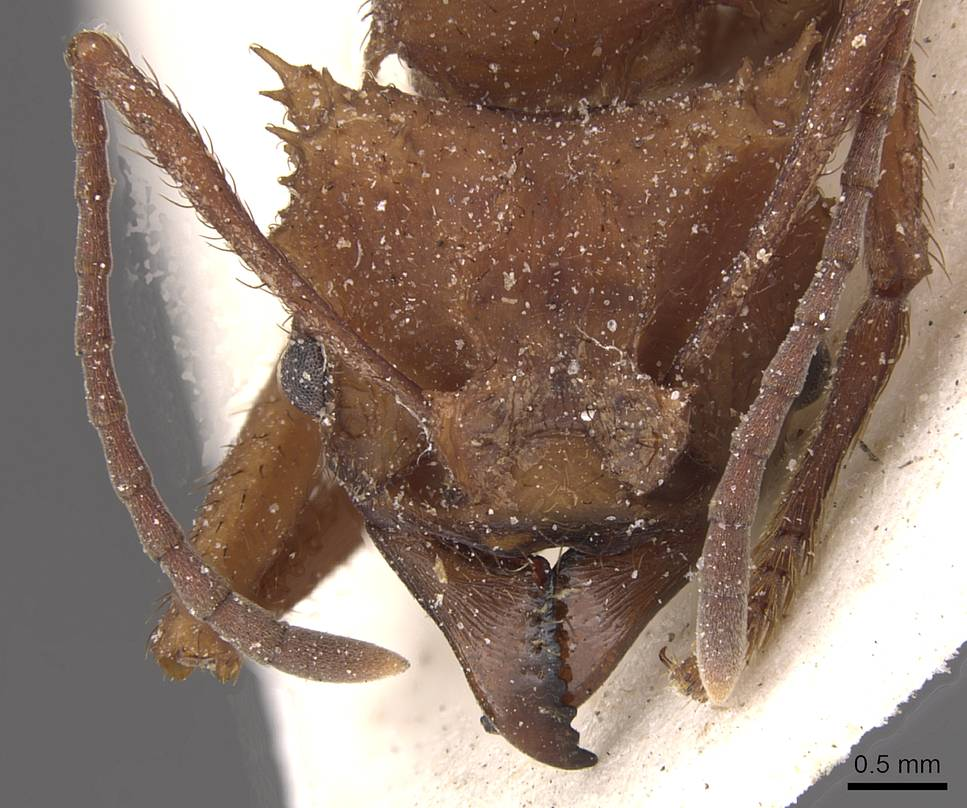
Soldate
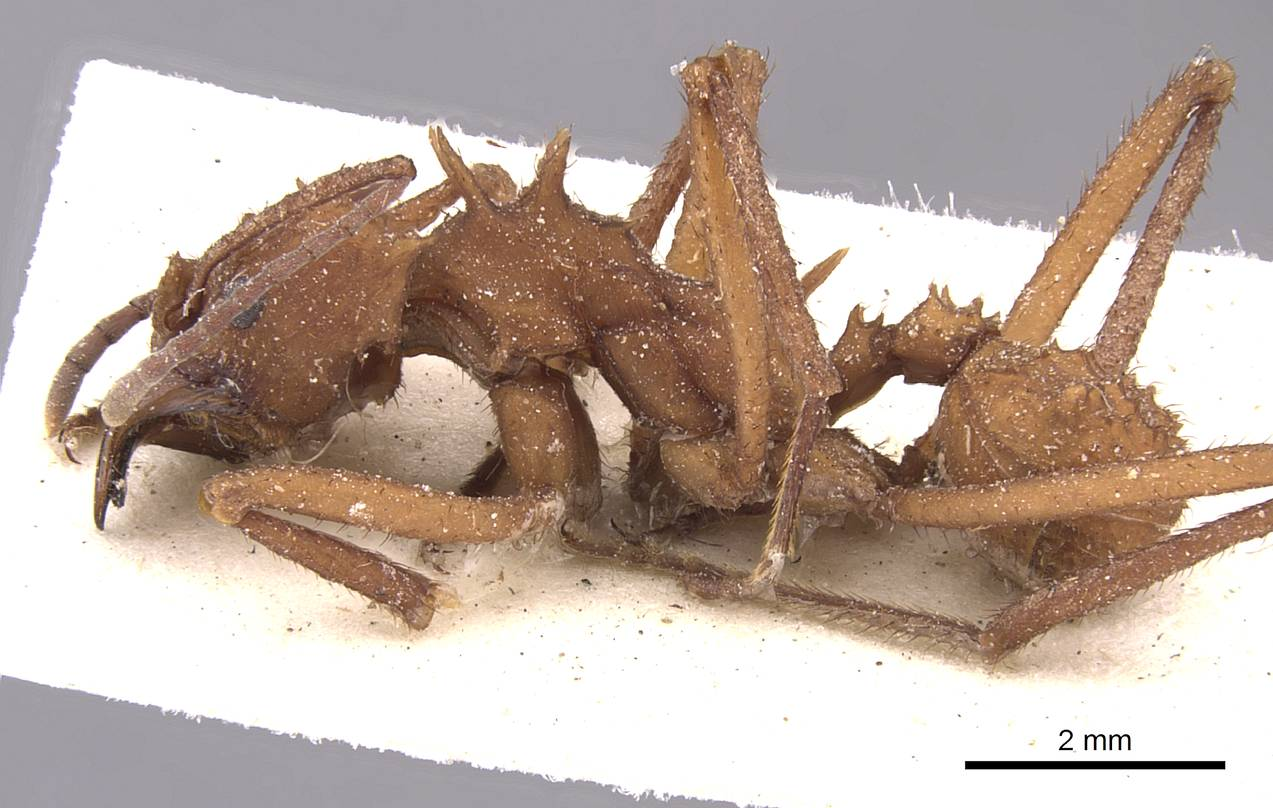
Soldate